# Bois-Arnault
Bois-Arnault ist eine französische Gemeinde mit 699 Einwohnern (Stand 1. Januar 2022) im Département Eure in der Region Normandie (vor 2016 Haute-Normandie); sie gehört zum Arrondissement Bernay und zum Kanton Breteuil. Die Einwohner werden Arnauciens genannt.

## Geographie
Bois-Arnault liegt etwa 37 Kilometer südwestlich von Évreux. Umgeben wird Bois-Arnault von den Nachbargemeinden Ambenay im Norden, Les Baux-de-Breteuil im Nordosten, Chéronvilliers im Süden und Osten sowie Rugles im Westen.

## Bevölkerungsentwicklung
| Jahr                      | 1962 | 1968 | 1975 | 1982 | 1990 | 1999 | 2006 | 2013 |
| Einwohner                 | 628  | 602  | 615  | 630  | 652  | 628  | 713  | 733  |
| Quelle: Cassini und INSEE |      |      |      |      |      |      |      |      |

## Sehenswürdigkeiten
- Kirche Saint-Pierre aus dem 18. Jahrhundert
- Altes Pfarrhaus aus dem 18. Jahrhundert
- Reste einer Turmhügelburg

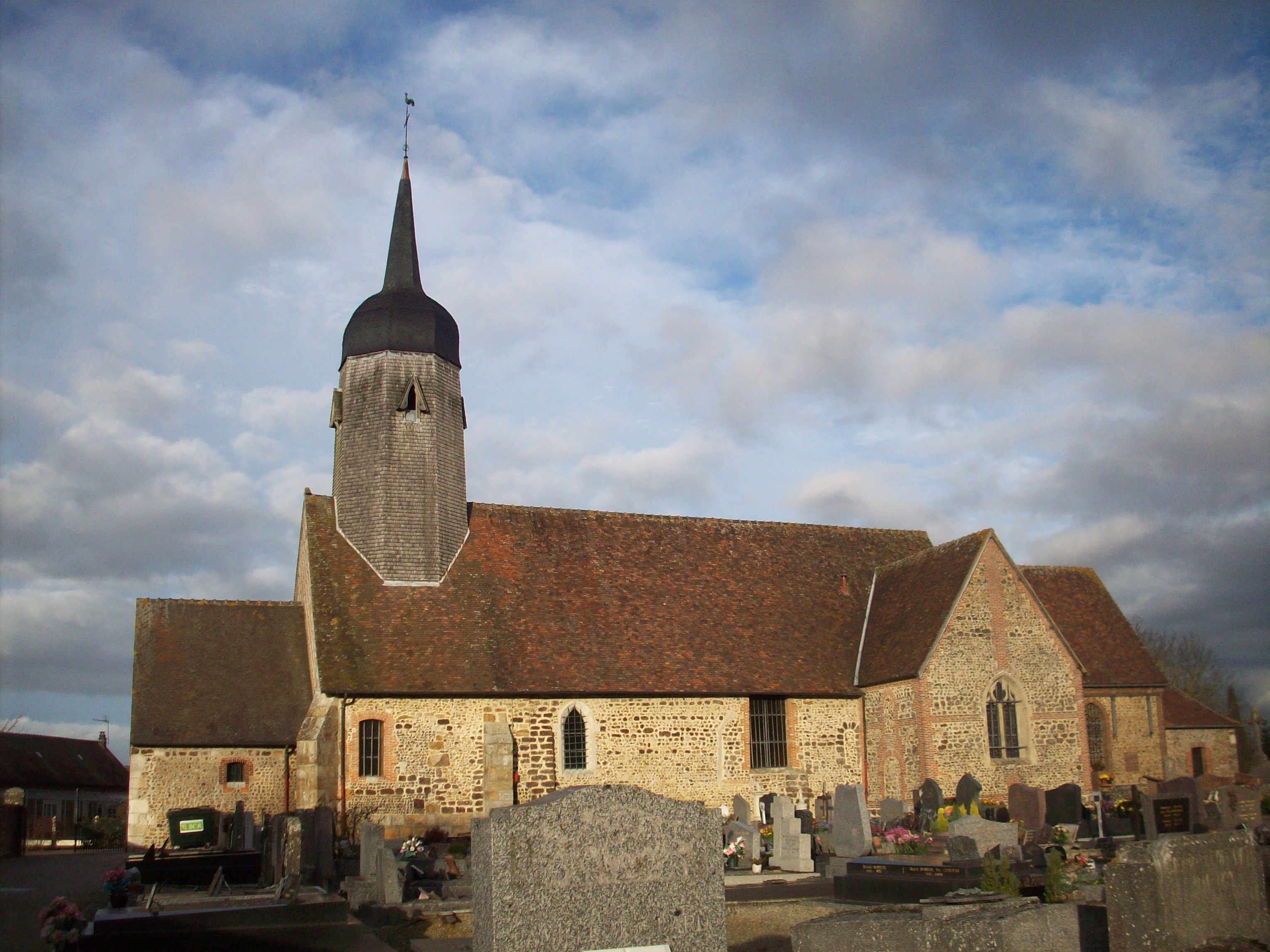
Kirche Saint-Pierre
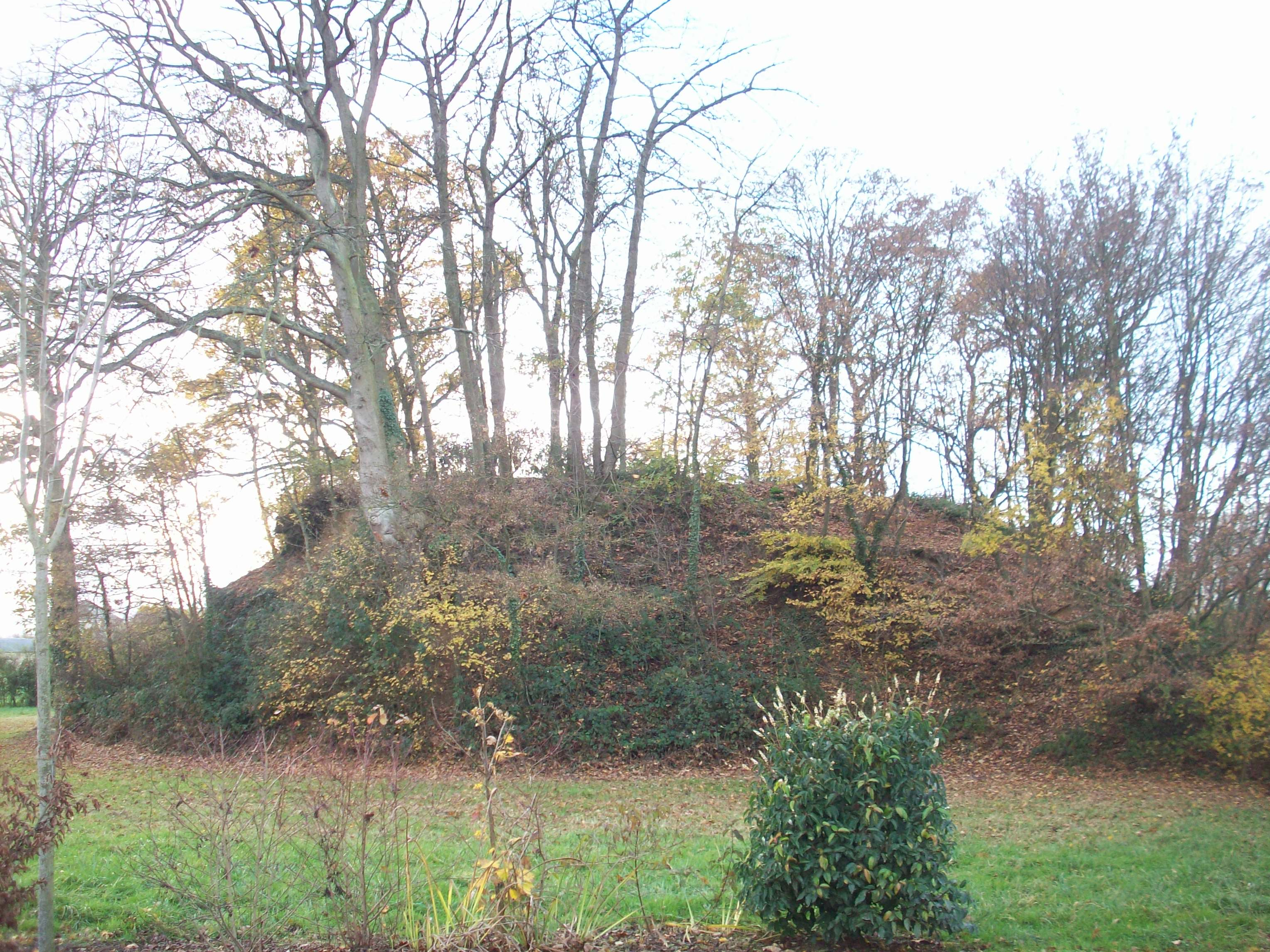
Reste der Turmhügelburg